# 約爾丹諾夫灣

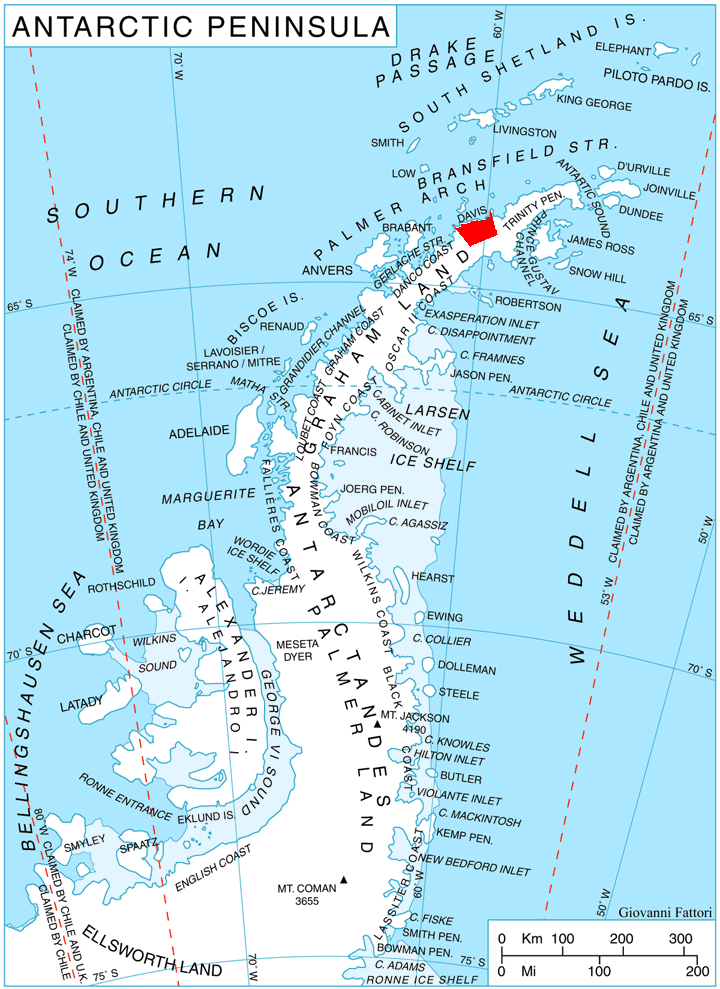

約爾丹諾夫灣是南極洲的海灣，位於葛拉漢地，長4.9公里、寬5公里，以保加利亞的飛行先驅命名，該海灣現時由南極條約體系管理。
63°50′20″S 59°52′00″W / 63.83889°S 59.86667°W

## 外部連結
- Jordanoff Bay. （页面存档备份，存于） SCAR Composite Gazetteer of Antarctica.